# Faye Adams
Pour les articles homonymes, voir Adams.
Faye Adams, née le 22 mai 1923 et morte le 2 novembre 2016, de son vrai nom Faye Tuell, est une  chanteuse américaine de rhythm and blues, né à Newark, dans le New Jersey.

## Carrière
Faye Tuell reçoit une formation de chanteuse de gospel au sein de sa famille. Elle est membre avec ses sœurs des Tuell Sisters qui participent régulièrement à des émissions de radio.
Au début des années 1950, Faye Tuell s’est dirigé vers le rhythm and blues. Elle est remarquée par Ruth Brown qui lui permet de signer un contrat avec Atlantic Records qui pourtant ne débouche pas sur une vraie carrière. Faye Tuell désormais appelée Adams signe alors chez Herald Records. En 1953 ses deux premiers titres, Shake a Hand puis I’ll Be True atteignent les sommets  des charts R&B.
Au début des années 1960, Faye Adams abandonne la musique profane pour retourner dans le circuit gospel de ses débuts.

## Discographie

### Singles
- Shake a Hand, (Herald Records)
- I'll Be True (Herald Records)

### Albums
- The Chronological Faye Adams 1952-54 (Classics rhythm and blues series)